# Birčna vas
Birčna vas je naselje u slovenskoj Općini Novom Mestu. Birčna vas se nalazi u pokrajini Dolenjskoj i statističkoj regiji Jugoistočnoj Sloveniji. 

## Stanovništvo
Prema popisu stanovništva iz 2002. godine naselje je imalo 365 stanovnika.